# Глид (Вашингтон)
Глид (енгл. Gleed) насељено је место без административног статуса у америчкој савезној држави Вашингтон.

## Демографија
По попису из 2010. године број становника је 2.906, што је 41 (-1,4%) становника мање него 2000. године.
| Група             | 2000.         | 2010.         |
| Белци             | 2.613 (88,7%) | 2.452 (84,4%) |
| Афроамериканци    | 12 (0,4%)     | 10 (0,3%)     |
| Азијати           | 6 (0,2%)      | 17 (0,6%)     |
| Хиспаноамериканци | 246 (8,3%)    | 353 (12,1%)   |
| Укупно            | 2.947         | 2.906         |